# Naawan

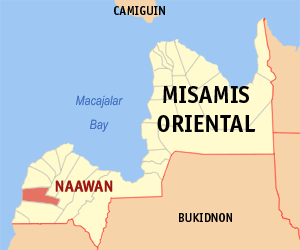
Bản đồ Misamis Oriental với vị trí của Naawan

Naawan là một đô thị hạng 5 ở tỉnh Misamis Oriental, Philippines. Theo điều tra dân số năm 2000 của Philipin, đô thị này có dân số 16.173 người trong 3.376 hộ.

### Các đơn vị hành chính
Naawan được chia ra 10 barangays.
- Don Pedro
- Linangkayan
- Lubilan
- Mapulog
- Maputi
- Mat-i
- Patag
- Poblacion
- Tagbalogo
- Tuboran